# Чэн (правитель Бохая)
Чэн (личное имя Хуа-юй ) (кор. Сон-ван\Хваё) — пятый император государства Бохай, правивший в 794 году. Девиз правления — Чжун-син (кор. Чунхын).